# アフターマーケット
アフターマーケットは、製品を販売した後に生じる二次的な市場のことである。消耗品の販売、カスタマイズを行うためのアクセサリー類の販売、機能を追加するためのソフトウェアの販売、故障した際の交換部品の販売や修理保守などのメンテナンスサービスなどを指す。
これらは製品を製造したメーカーや販売店に限らず、異なる事業者から提供されることも多い。

## 自動車業界における「アフターマーケット」
自動車業界においては、自動車の新車販売後に生じる以下の5つの事業を指して用いられる。
- 中古車売買事業
- レンタカー、カーシェアリングなどの賃貸事業
- 補修部品、リサイクル部品、カー用品などの部品・用品事業
- 整備事業
- 自動車保険、ロードサービスなどのサービス事業

2002年からは国際見本市が開かれるなど、それぞれ一定の市場が形成されている。

### 部品・用品事業
自動車解体業者は、事故や故障により廃車となる車からまだ使える正常な部品を取り外し、必要であれば適切に整備したうえで中古部品として流通させる。これらは正規ディーラーで新品の部品を入手するよりも安価で入手できるため、故障時の修理費用を抑える目的で使用されることも多い。
また、すでに生産から相当な年月が経過した車では、新品の部品がなく、アフターマーケットでしか部品が入手できない場合もある。
純正部品よりも高性能であることを謳うサードパーティーから販売される部品もある。また、それらの部品をよりよい状態で取り付けるための整備事業と複合して提供されることもある。